# Павильон № 311 «Шелководство» на ВДНХ
Павильон «Шелководство» — 311-й павильон ВДНХ, построенный в 1939 году, и сначала носивший название «Молдавская ССР». Название «Шелководство» получил в 1954 году.

## История
Павильон «Шелководство» — один из сохранившихся от довоенной выставки. Он был построен в 1939 году по проекту архитекторов О. Н. Русакова и Л. П. Гулецкой (архитектор центральной улицы г. Королёв) в стиле сталинского неоклассицизма. Здание невысокое, центральный его объём повышен до уровня двух этажей. Главный фасад в центре украшен пилястрами, имитирующими портик. Над входом расположен лепной барельеф с изображением ветвей шелковицы и листьев дуба.
Павильон изначально строился для экспозиции «Шелководство», но она не успела в нём разместиться, поскольку в 1940 году состоялось присоединение Бессарабии и Северной Буковины к СССР и последовавшее за ним образование Молдавской ССР, экспозиции которой было решено предоставить данный павильон. При послевоенной реконструкции выставки, в 1954 году, здесь разместилась экспозиция «Шелководство», а Молдавской ССР был отдан павильон № 10. Экспозиция рассказывала посетителям об особенностях и достижениях в деле выращивания и обработки шелковицы в Советском Союзе. Рядом с павильоном действовала демонстрационная площадка, на которой располагалась кормовая плантация шелковицы, а также червоводня для выкормки гусениц тутового шелкопряда. В 1990-е годы экспозиция была упразднена, и павильон использовался в целях торговли. С 2016 года в нём действует ресторан «Оттепель».